# Finsko-norská státní hranice

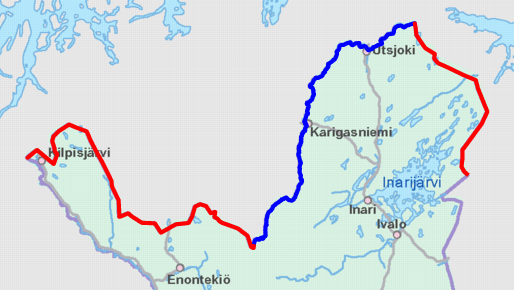
Mapa hranice (modře je vyznačen průběh hranice vodním tokem)

Finsko-norská státní hranice je státní hranice vedoucí v délce 736 km mezi Finskem a Norskem. Začíná na finsko-norsko-švédského trojmezí Treriksröset a končí na finsko-norsko-ruském trojmezí Treriksrøysa. Téměř polovina délky hranice postupně probíhá středem řek Rádjajohka–Skiehččanjohka–Anarjohka a Tana. Jelikož jsou Finsko i Norsko součástí schengenského prostoru je hranice pro osoby průchozí bez hraničních kontrol. Mezi oběma státy ovšem na části hranice stojí plot, který má zamezit migraci sobů. V zalesněných oblastech je mezi oběma stranami udržována 8m mýtina.
Hranice byla vytyčena dohodou mezi králem Dánska a Norska a švédským králem v roce 1751 (do roku 1809 bylo Finsko integrální součástí Švédska). Do roku 1766 byl průběh hranice v krajině vyznačen kamennými mohylami. V důsledku územních změn během Napoleonských válek (Finsko přestalo být integrální součástí Švédského království a stalo se autonomní součástí Ruského impéria, naopak švédský král se stal také králem Norska) byla hranice potvrzena roku 1816 dohodou mezi ruským carem a norským králem. Mezi roky 1920 a 1944 byla součástí Finska také oblast Petsamo, tudíž součástí norsko-finské hranice byla i současná hranice norsko-ruská.

## Průběh
Na západě hranice začíná na finsko-norsko-švédském trojmezí Treriksröset v jihovýchodním konci jezera Koltajärvi (Golddajávri). Od jezera až po řeku Rádjajohka hranice po přibližně 300 km víceméně sleduje rozvodnici mezi Atlantským oceánem a Baltským mořem, přičemž prochází povětšinou odlesněnou krajinou. Z jezera hranice vychází severovýchodním směrem a po necelých 10 km se stáčí na jihovýchod, prochází jí evropská silnice E8 a tímto směrem pak hranice pokračuje 16 km. Poté se pravotočivým obloukem stáčí na sever k Halti, nejvyšší hoře Finska (1328 m n. m.). Krátce po jejím dosažení se stáčí na východ a po 14 km na jiho-jihovýchod a tímto směrem pokračuje dalších 70 km až se příblíží 30 km severně od obce Karesuando na hranici Švédska a Finska. Poté hranice ubíhá východním směrem, prochází jí evropská silnice E45 a po dosažení kóty 615 se stáčí severovýchodním směrem. Poté se stáčí opět na jihovýchod až dosáhne nejjižnějšího bodu celé hranice na kótě 455 (cca. 83 km severně od vesnice Sirkka). Od tohoto bodu pokračuje 5 km severním směrem, až dosáhne řeky Rádjajohka.
Tokem Rádjajohky pak hranice pokračuje severovýchodním směrem až do soutoku Rádjajohky s Skiehččanjohkou, jejímž tokem pokračuje dále na severo-severovýchod. Skiehččanjohka sama se po 30 km vlévá do Anarjohky (Inarijoki), kterou hranice pokračuje na sever až do hraniční vsi Karigasniemi, kde řeku a tudíž i hranici přechází silnice č. 92. Od Karigasniemi až po Nuorgam sleduje hranici na finské straně silnice č. 970. 4 km severně od Karigasniemi vzniká soutokem Anarjohky a Karasjokky řeka Tana. Její tok následuje hranice nejprve severním a následně severovýchodím směrem až po Nuorgam. V této trase leží soubězně na norské straně hranice evropská silnice E6. Do té se u Utsjoki od jihu napojuje evropská silnice E75, která v Utsjoki překračuje řeku Tana a tím i hranici.
Východně za Nuorgamem hranice dosahuje svého nejsevernějšího bodu, a na posledních 150 km opouští řeku Tana a směřuje k finsko-norsko-ruskému trojmezí Treriksrøysa. Od řeky Tana hranice nejprve míří 10 km jižním směrem k jezeru Pulmankinjärvi, které protíná a pokračuje dalších 13 km jihovýchodním směrem k jezeru Golmmenšjärvi (Fiskevatn). Poté stejným směrem pokračuje dalších 30 km, až se na 25 km stočí na jiho-jihovýchod, aby pak na dalších 35 km směřovala naopak na jiho-jihozápad. Poté na krátký 12km úsek vede na jih, poté se na posledních 8 km stočí opět na jihovýchod až dosáhne trojmezí Treriksrøysa.

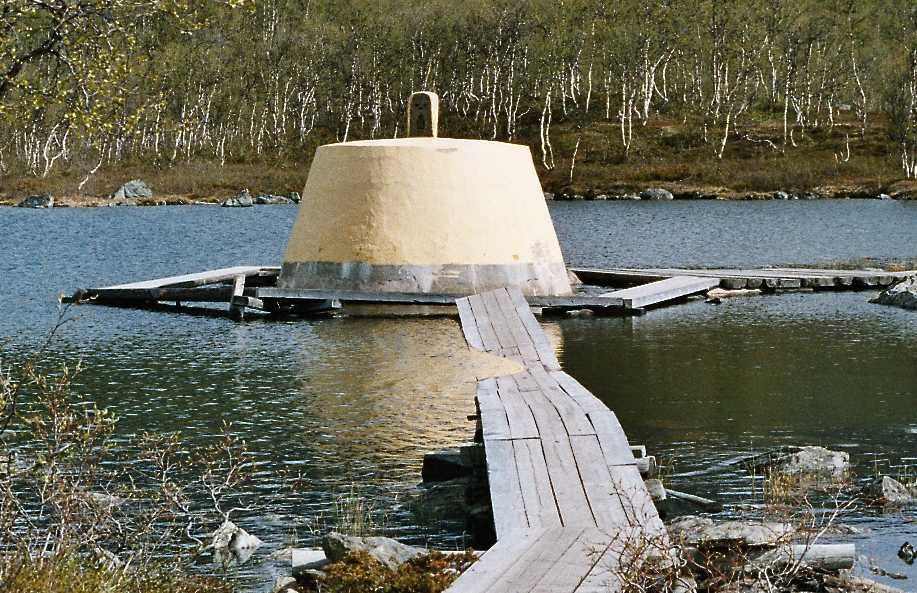
Trojmezí Treriksröset
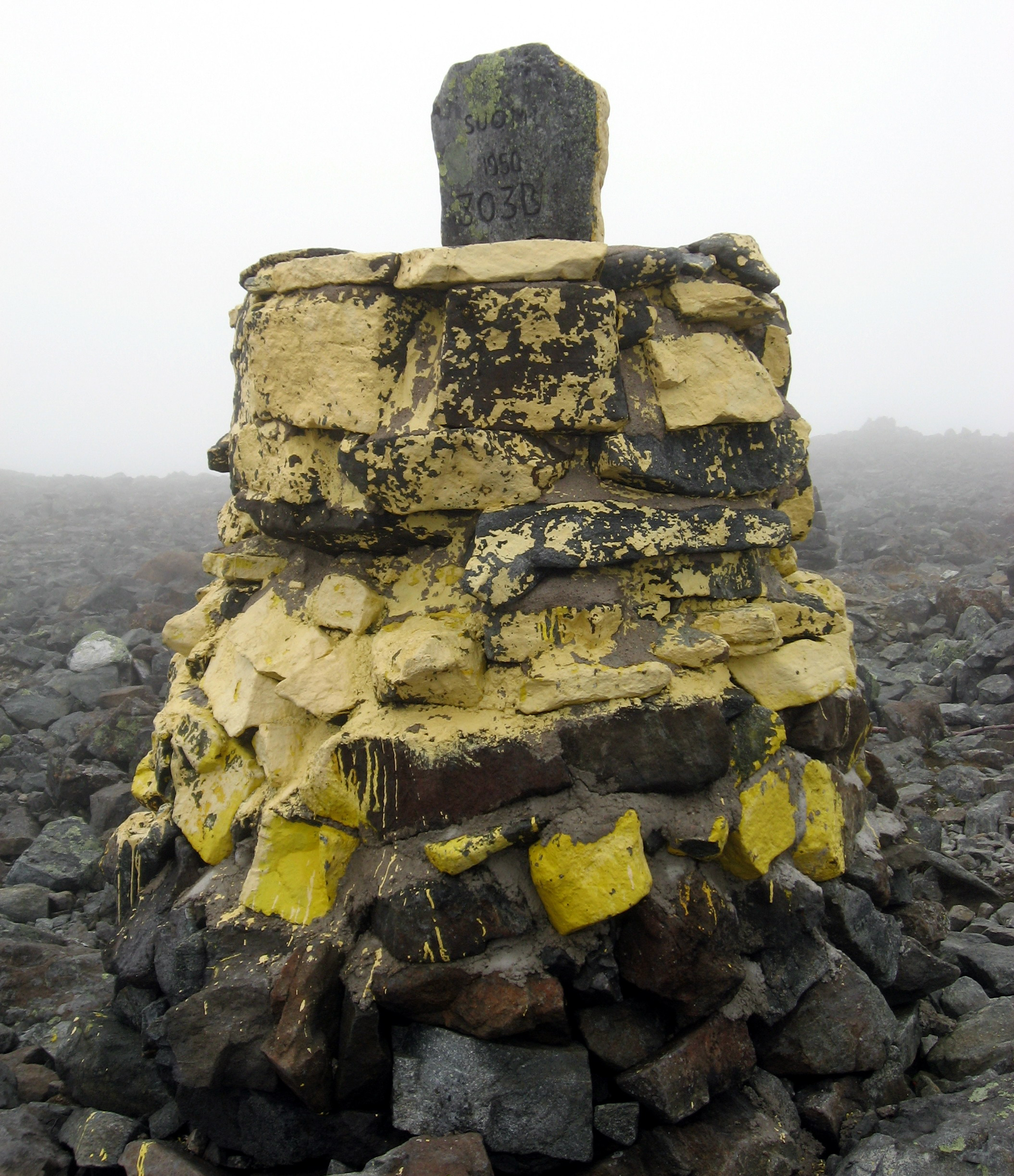
Hraniční mohyla na hoře Halti
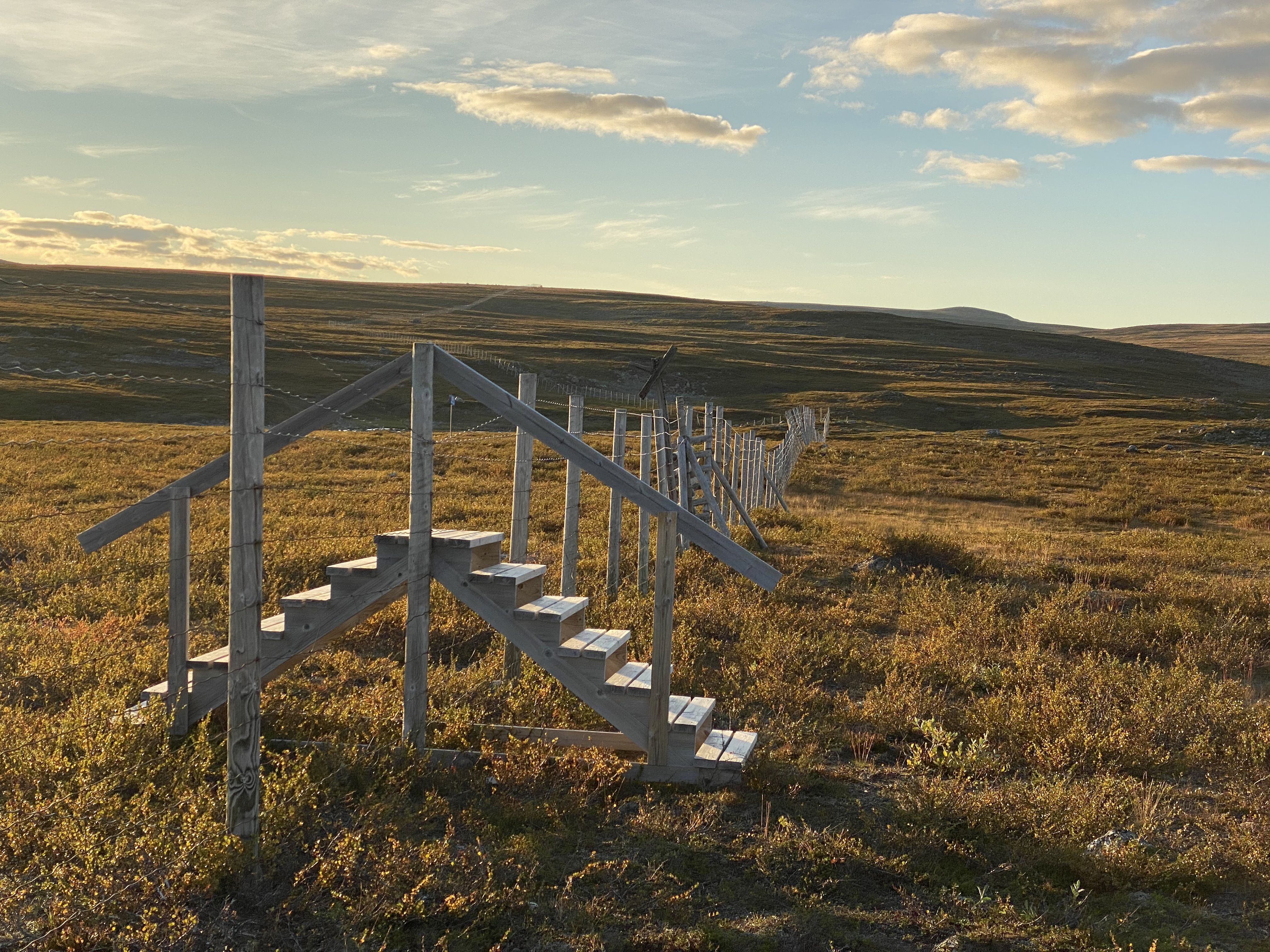
Plot zamezující migraci sobů
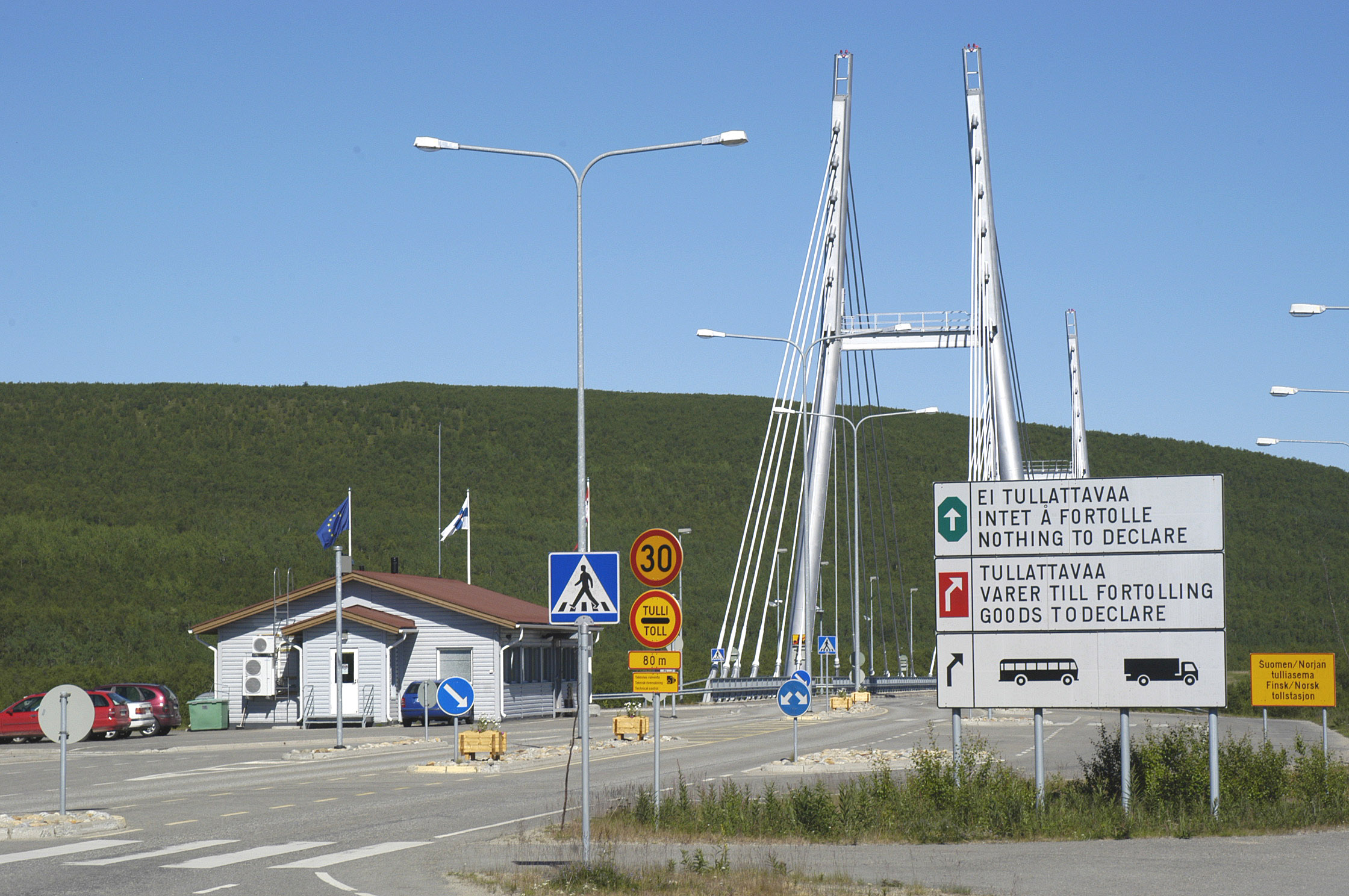
Hraniční most přes řeku Tana v Utsjoki
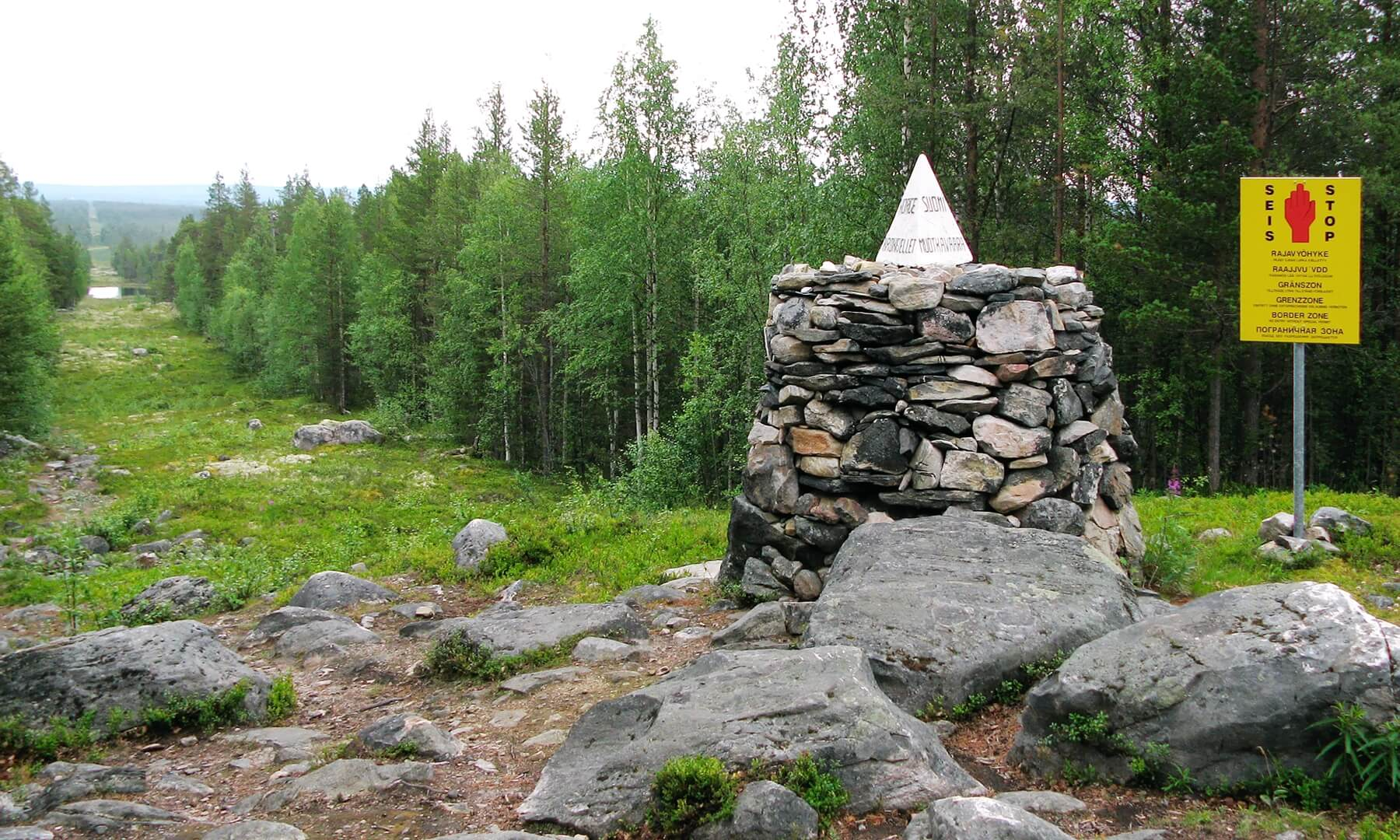
Trojmezí Treriksrøysa